# گورستان دادکان
قبرستان دادکان مربوط به دوره اشکانیان است و در شهرستان خاش، بخش ایرندگان، دهستان ایرندگان، ۱۰۰ متری غرب روستای دادکان واقع شده و این اثر در تاریخ ۲ مرداد ۱۳۸۷ با شمارهٔ ثبت ۲۳۰۷۴ به‌عنوان یکی از آثار ملی ایران به ثبت رسیده است.
نننن